# Abborrgölen (Burseryds socken, Småland)
Abborrgölen är en sjö i Gislaveds kommun i Småland och ingår i Nissans huvudavrinningsområde.